# Banda (stad in Madhya Pradesh)
Banda is een nagar panchayat (plaats) in het district Sagar van de Indiase staat Madhya Pradesh. 

## Demografie
Volgens de Indiase volkstelling van 2001 wonen er 26.178 mensen in Banda, waarvan 53% mannelijk en 47% vrouwelijk is. De plaats heeft een alfabetiseringsgraad van 68%. 